# کربک
کربک (به آلمانی: Krebeck) یک شهر در آلمان است که در گوتینگن واقع شده‌است. کربک  ۱٬۱۷۲ نفر جمعیت دارد.